# Euffigneix
Euffigneix est une commune française située dans le département de la Haute-Marne, en région Grand Est.

## Géographie

### Communes limitrophes

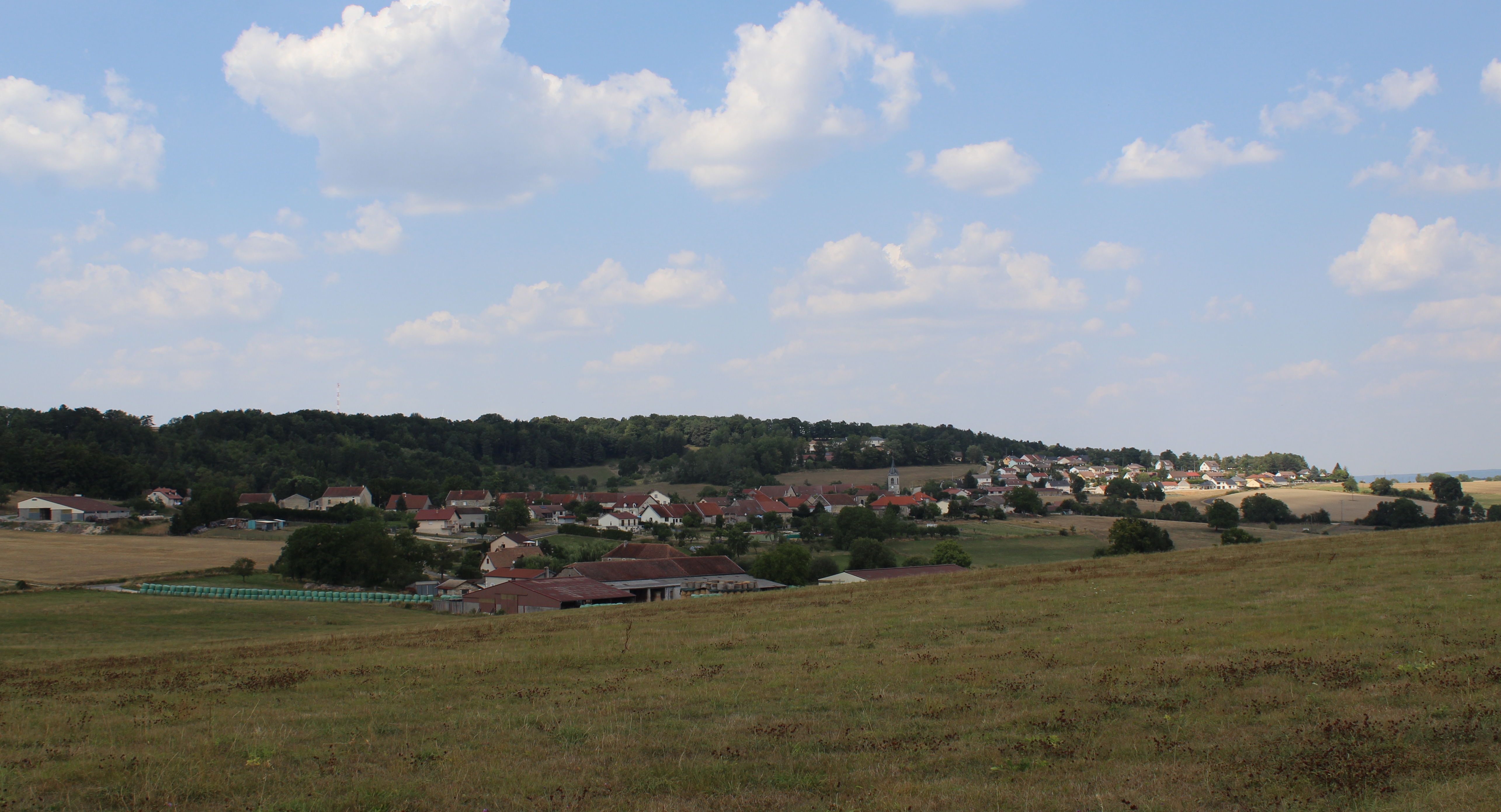
Panorama du village: à gauche, dans l'ombre, le vieil Euffigneix,
à droite, éclairé par le soleil, sur la colline, le quartier neuf.

|  | Gillancourt     |          |
|  | Euffigneix      | Jonchery |
|  | Villiers-le-Sec |          |

### Hydrographie
La commune est dans la région hydrographique « la Seine de sa source au confluent de l'Oise (exclu) » au sein du bassin Seine-Normandie. Elle est drainée par le canal 01 de la Peute Fosse, le canal 01 du Béfoi, le canal 01 du Pré Vert, le canal 02 du Pré Vert et le cours d'eau 02 des Voivres,.

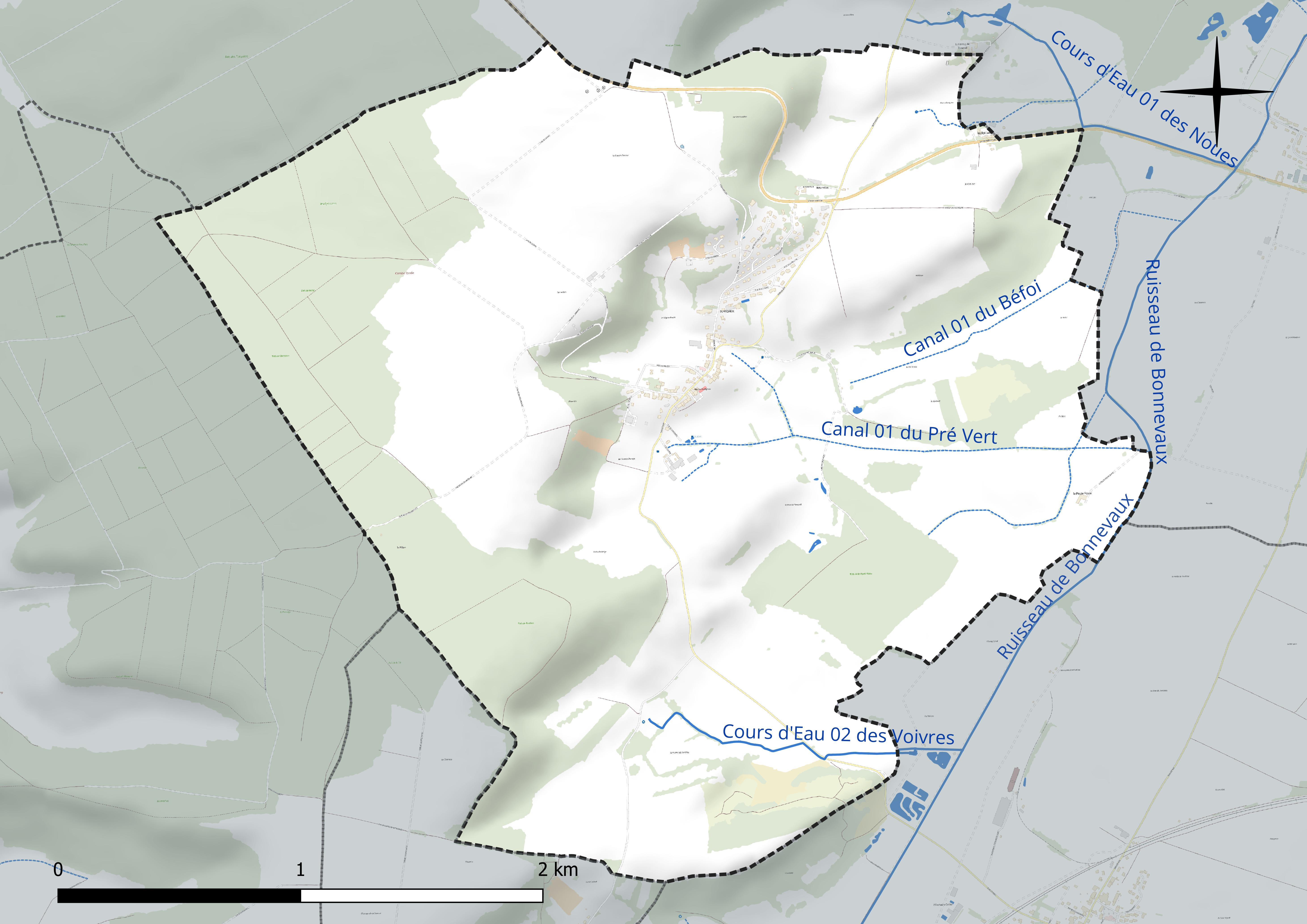
Réseau hydrographique d'Euffigneix.

### Climat
Pour des articles plus généraux, voir Climat du Grand Est et Climat de la Haute-Marne.
En 2010, le climat de la commune est de type climat de montagne, selon une étude du Centre national de la recherche scientifique s'appuyant sur une série de données couvrant la période 1971-2000. En 2020, Météo-France publie une typologie des climats de la France métropolitaine dans laquelle la commune est exposée à un climat océanique altéré et est dans la région climatique  Lorraine, plateau de Langres, Morvan, caractérisée par un hiver rude (1,5 °C), des vents modérés et des brouillards fréquents en automne et hiver. 
Pour la période 1971-2000, la température annuelle moyenne est de 10 °C, avec une amplitude thermique annuelle de 16,3 °C. Le cumul annuel moyen de précipitations est de 952 mm, avec 13,2 jours de précipitations en janvier et 9,4 jours en juillet. Pour la période 1991-2020, la température moyenne annuelle observée sur la station météorologique de Météo-France la plus proche, « Bourdons_sapc », sur la commune de Bourdons-sur-Rognon à 23 km à vol d'oiseau, est de 10,0 °C et le cumul annuel moyen de précipitations est de 1 011,1 mm. 
La température maximale relevée sur cette station est de 40,1 °C, atteinte le 25 juillet 2019 ; la température minimale est de −22,1 °C, atteinte le 20 décembre 2009,,. 
Les paramètres climatiques de la commune ont été estimés pour le milieu du siècle (2041-2070) selon différents scénarios d'émission de gaz à effet de serre à partir des nouvelles projections climatiques de référence DRIAS-2020. Ils sont consultables sur un site dédié publié par Météo-France en novembre 2022.

## Urbanisme

### Typologie
Au 1er janvier 2024, Euffigneix est catégorisée commune rurale à habitat dispersé, selon la nouvelle grille communale de densité à sept niveaux définie par l'Insee en 2022.
Elle est située hors unité urbaine. Par ailleurs la commune fait partie de l'aire d'attraction de Chaumont, dont elle est une commune de la couronne,. Cette aire, qui regroupe 112 communes, est catégorisée dans les aires de 50 000 à moins de 200 000 habitants,.

### Occupation des sols
L'occupation des sols de la commune, telle qu'elle ressort de la base de données européenne d’occupation biophysique des sols Corine Land Cover (CLC), est marquée par l'importance des territoires agricoles (60,3 % en 2018), en diminution par rapport à 1990 (61,3 %). La répartition détaillée en 2018 est la suivante : 
forêts (35,8 %), terres arables (31,7 %), prairies (28,6 %), zones urbanisées (3,9 %). L'évolution de l’occupation des sols de la commune et de ses infrastructures peut être observée sur les différentes représentations cartographiques du territoire : la carte de Cassini (XVIIIe siècle), la carte d'état-major (1820-1866) et les cartes ou photos aériennes de l'IGN pour la période actuelle (1950 à aujourd'hui).

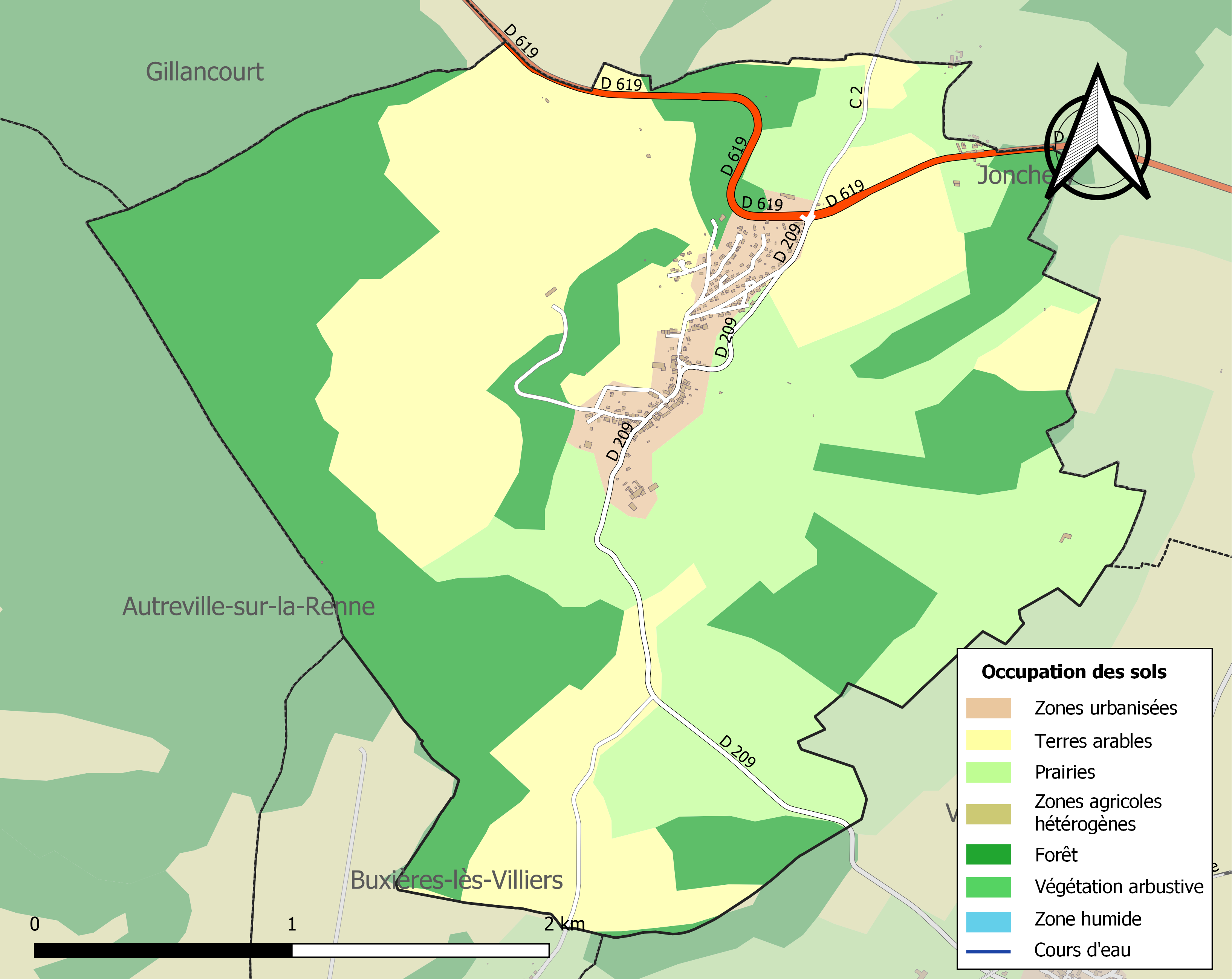
Carte des infrastructures et de l'occupation des sols de la commune en 2018 (CLC).

## Toponymie
Le nom de la localité est attesté sous les formes Huffinees (1196) ; Uffignies (1228) ; Euffignees (1235) ; Hufinees (1256) ; Uffenies (1326) ; Euffinees (XIVe siècle) ; Euffineix (1407) ; Uffignex, Uffeigneux (1419) ; Euffigneux (1555) ; Euffigneix (1638) ; Euffigney (1672) ; Eufigneix (1687) ; Eufineix (1770.

## Histoire
Des objets ont été découverts, notamment un poignard de l'âge du bronze en 1922. Une petite statuette celtique dite « Dieu d'Euffigneix » est visible dans les salles de Gaule romaine du musée d'archéologie nationale, c'est un élément majeur de l'art gaulois. C'est l'une des rares représentations anthropomorphes d'un dieu gaulois, les représentations à forme humaine des dieux celtes en France sont essentiellement gallo-romaines. On peut aussi voir un élément de sculpture encastrée dans un mur du village.
Le village est mentionné au XIIe siècle. Un château existait, mais il fut démoli bien avant la Révolution, Les vestiges des bases de l'enceinte sont à peine visible sur la propriété d'une ferme à la sortie du village en direction de Villiers-le-Sec.
Le 13 septembre 1944, le petit village d’Euffigneix, en Haute-Marne, fut le théâtre d’un affrontement marquant entre les Forces françaises de l'intérieur (FFI) et une unité allemande. Ce matin-là, une compagnie allemande d’environ cent hommes, équipée de mortiers, fusils-mitrailleurs et mitrailleuses, se dirigea vers le village dans l’intention d’en déloger les résistants qui y tenaient une position stratégique depuis plusieurs jours. Les FFI, bien que nettement inférieurs en nombre et en armement, étaient déterminés à défendre la commune. Sous la direction du sous-lieutenant Gris, (un ancien militaire aguerri), les résistants déployèrent une stratégie défensive efficace. Gris prit en charge un mortier récupéré quelques jours plus tôt lors d’un accrochage avec une colonne ennemie, et dirigea un tir précis sur les troupes allemandes qui approchaient depuis le bois. Simultanément, les autres FFI ripostèrent par des tirs nourris de fusils et de mitraillettes, prenant de court les assaillants. La violence et la coordination de la riposte donnèrent aux Allemands l’illusion qu’ils faisaient face à une force beaucoup plus importante. Déstabilisés, ils se replièrent en désordre dans le bois voisin, abandonnant plusieurs équipements sur place. Les FFI firent cinq prisonniers allemands et blessèrent plusieurs autres. Grâce à cet acte de bravoure, Euffigneix resta sous contrôle de la Résistance jusqu’à la libération complète du secteur par les forces alliées.

## Politique et administration
| Période                                  | Période  | Identité        | Étiquette | Qualité |
| ---------------------------------------- | -------- | --------------- | --------- | ------- |
| mars 2001                                |          | Serge Robert    |           |         |
| mars 2008                                |          | Isabelle Flayac |           |         |
| 2009                                     | En cours | Frédéric Mutz   |           |         |
| Les données manquantes sont à compléter. |          |                 |           |         |

## Population et société

### Démographie

#### Évolution démographique
L'évolution du nombre d'habitants est connue à travers les recensements de la population effectués dans la commune depuis 1793. Pour les communes de moins de 10 000 habitants, une enquête de recensement portant sur toute la population est réalisée tous les cinq ans, les populations de référence des années intermédiaires étant quant à elles estimées par interpolation ou extrapolation. Pour la commune, le premier recensement exhaustif entrant dans le cadre du nouveau dispositif a été réalisé en 2007.

En 2022, la commune comptait 299 habitants, en évolution de −1,97 % par rapport à 2016 (Haute-Marne : −4,62 %, France hors Mayotte : +2,11 %).
| 1793 | 1800 | 1806 | 1821 | 1831 | 1836 | 1841 | 1846 | 1851 |
| ---- | ---- | ---- | ---- | ---- | ---- | ---- | ---- | ---- |
| 246  | 263  | 263  | 244  | 282  | 285  | 278  | 273  | 273  |

| 1856 | 1861 | 1866 | 1872 | 1876 | 1881 | 1886 | 1891 | 1896 |
| ---- | ---- | ---- | ---- | ---- | ---- | ---- | ---- | ---- |
| 240  | 225  | 222  | 220  | 211  | 196  | 201  | 171  | 180  |

| 1901 | 1906 | 1911 | 1921 | 1926 | 1931 | 1936 | 1946 | 1954 |
| ---- | ---- | ---- | ---- | ---- | ---- | ---- | ---- | ---- |
| 140  | 131  | 130  | 109  | 116  | 110  | 101  | 137  | 154  |

| 1962 | 1968 | 1975 | 1982 | 1990 | 1999 | 2006 | 2007 | 2012 |
| ---- | ---- | ---- | ---- | ---- | ---- | ---- | ---- | ---- |
| 161  | 164  | 230  | 311  | 302  | 298  | 274  | 270  | 309  |

| 2017 | 2022 | - | - | - | - | - | - | - |
| ---- | ---- | - | - | - | - | - | - | - |
| 302  | 299  | - | - | - | - | - | - | - |

## Culture locale et patrimoine

### Lieux et monuments
- Église Saint-Blaise
- Côte d'Alun

### Galerie

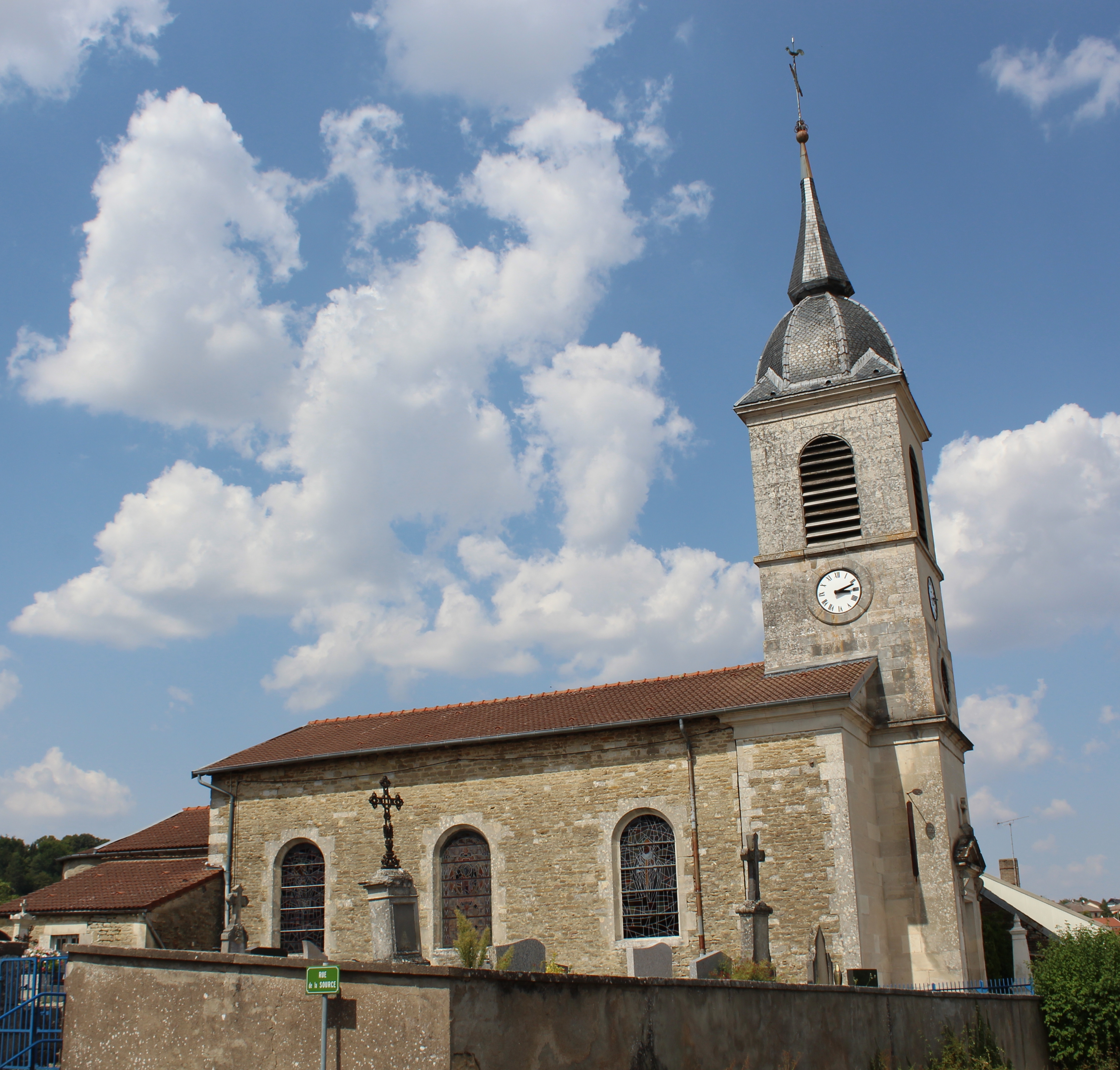
L'église.
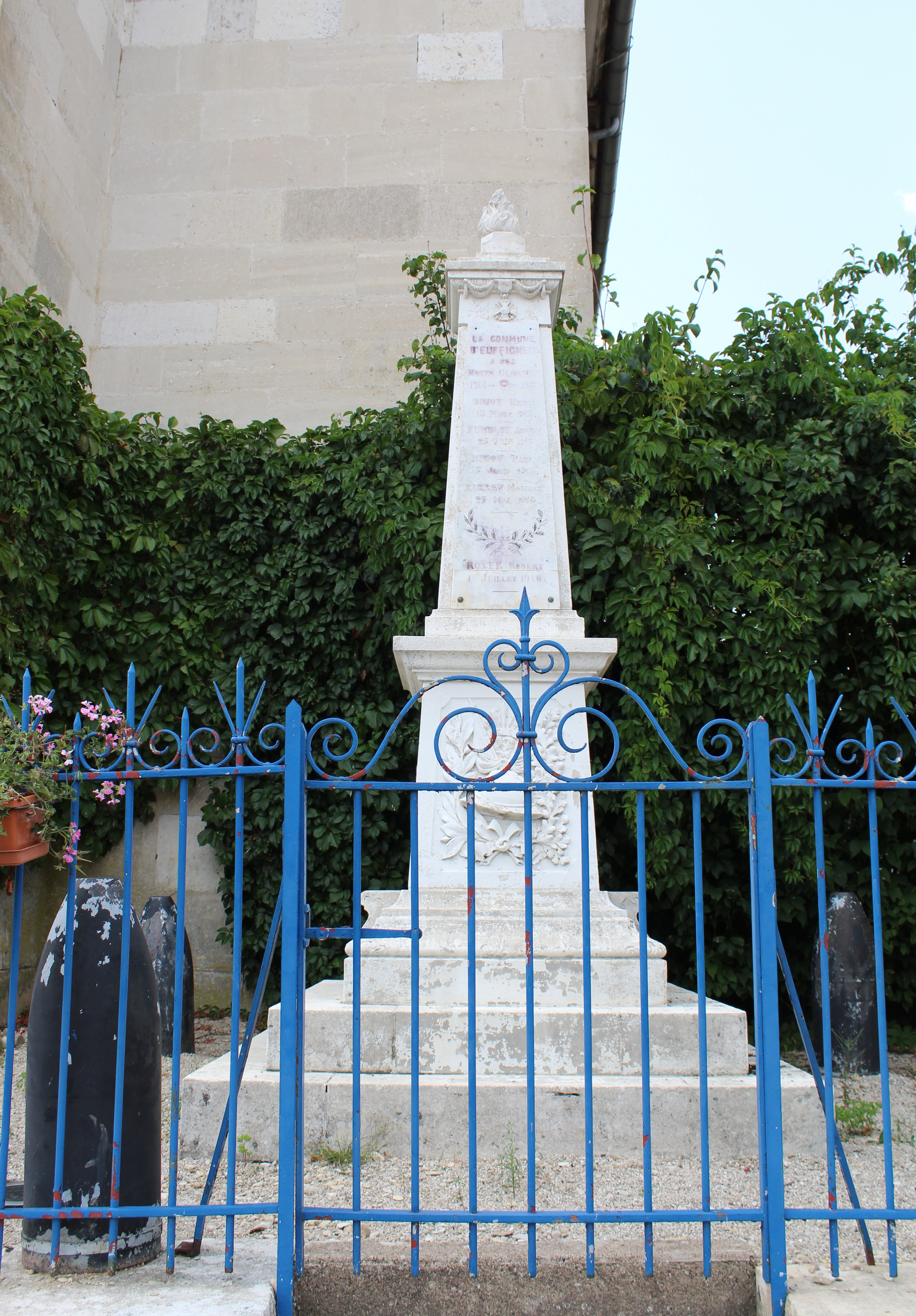
Le monument aux morts.
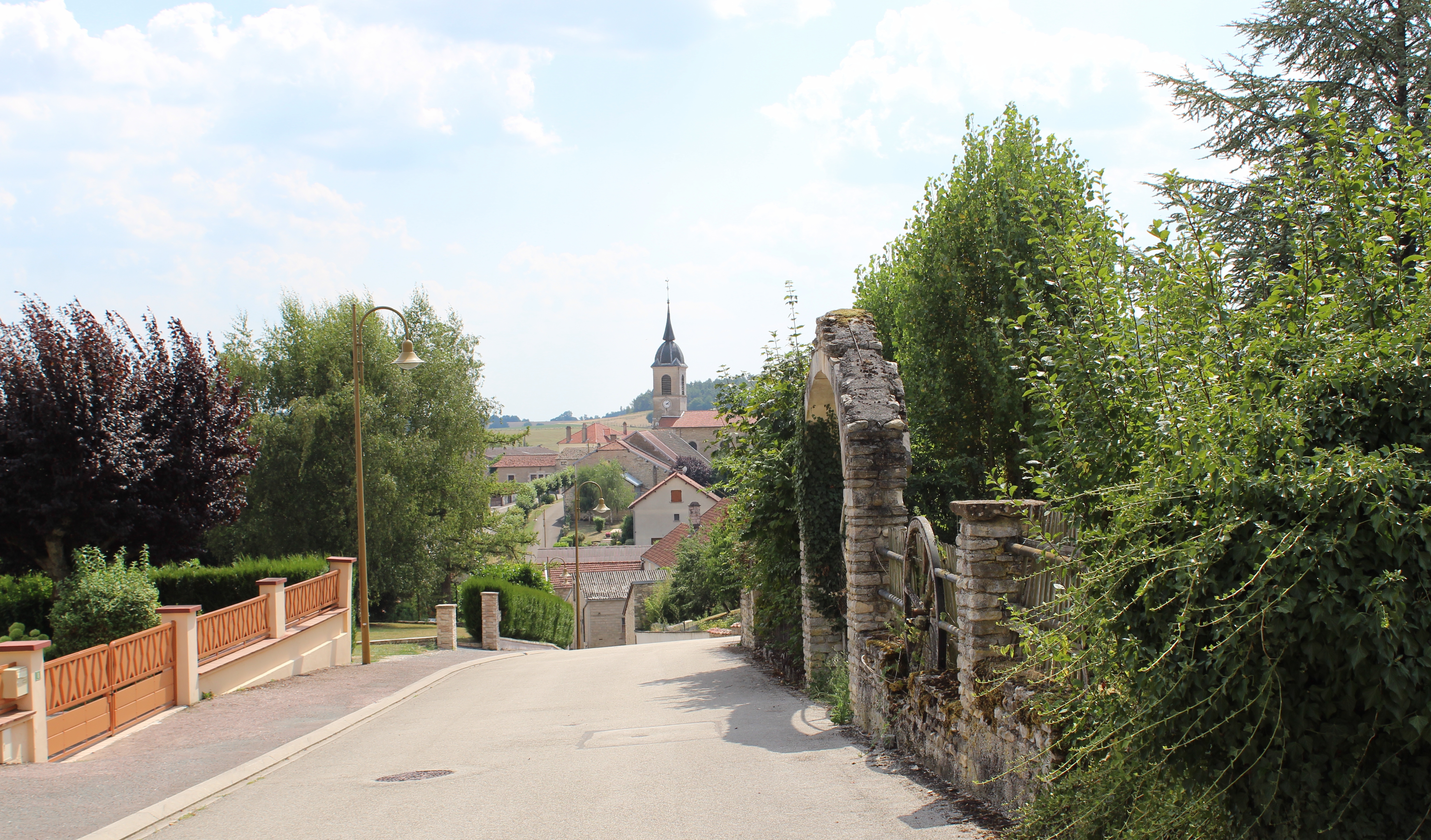
Vue sur la partie basse du village.
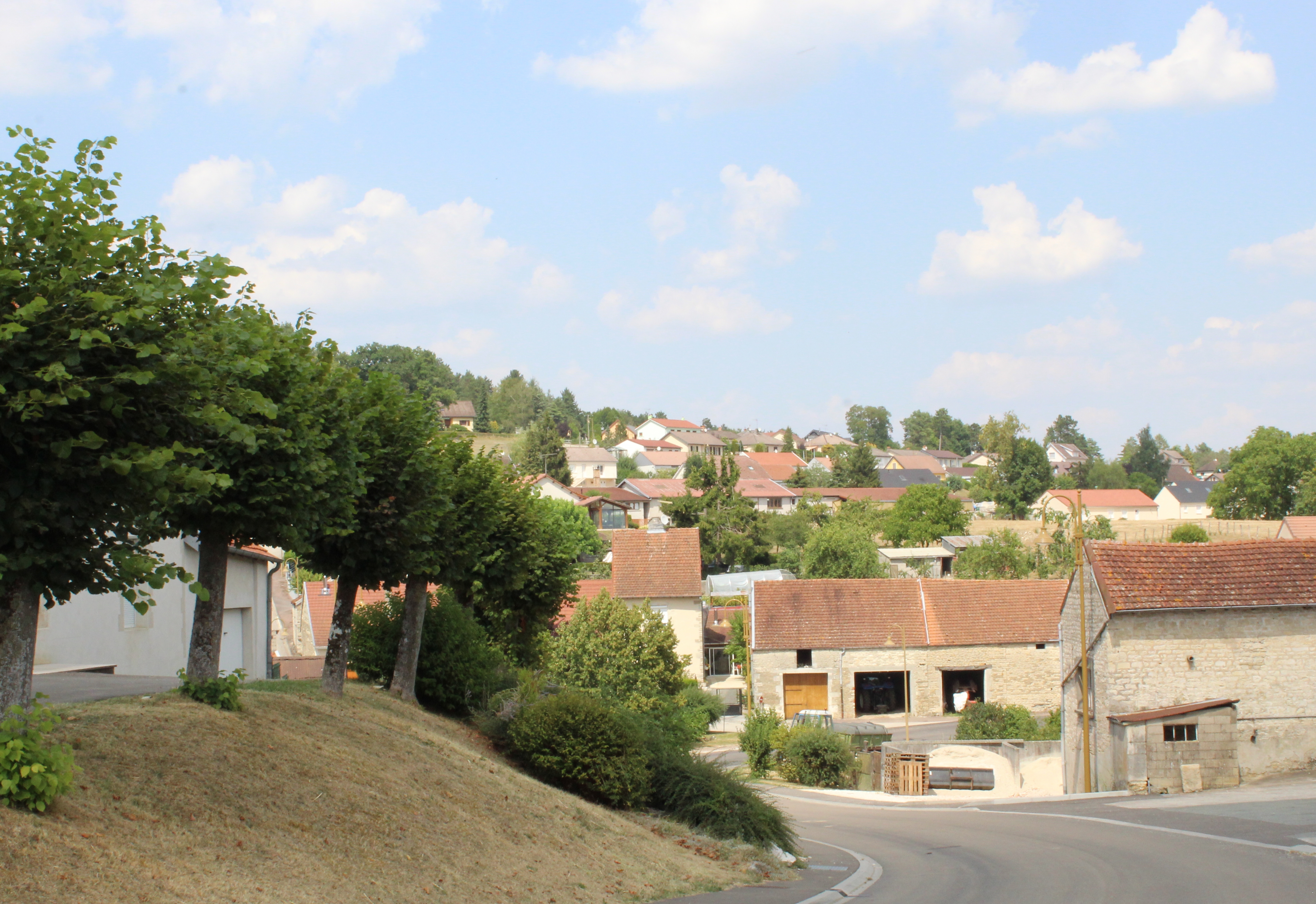
Vue sur la partie haute du village.
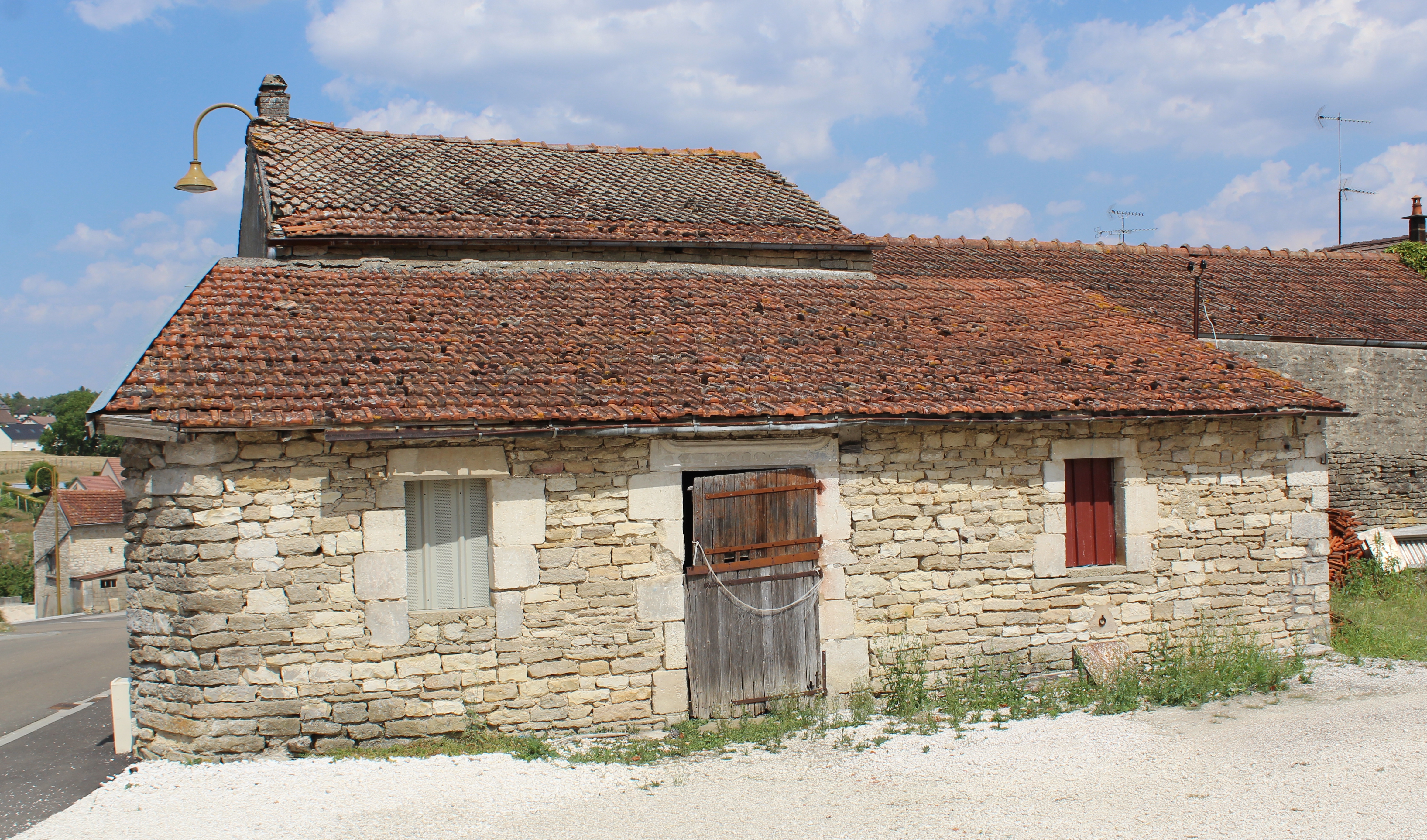
Vieux bâtiment agricole avec murs en moellons.

### Héraldique
| Blason de Euffigneix | Blason  | Parti : au 1er d'azur à la bande d'argent côtoyée de deux doubles cotices potencées et contre-potencées d'or, au 2d de gueules à une statuette antique (Dieu dit d'Euffigneix) d'argent.   |
| Blason de Euffigneix | Détails | Reprend les armes de la Champagne et la statuette antique dite du Dieu d'Euffigneix, datant du Ier siècle av. J.-C., et retrouvée en 1922 dans un champ du village. Adopté par la commune. |